# Сфера услуг в России
Сфера услуг — часть экономики России, которая включает в себя все виды коммерческих и некоммерческих услуг; сводная обобщающая категория, включающая воспроизводство разнообразных видов услуг, оказываемых предприятиями, организациями, а также физическими лицами.

## Третичный сектор в России
Третичный сектор экономики, или сектор услуг, включает обширный спектр отраслей, которые обычно подразделяют на три группы: потребительские (образование, здравоохранение, социальная помощь, туризм, культура и др.), обслуживающие взаимодействие экономических агентов и услуги государственного управления, обеспечения безопасности и охраны порядка. С 2005 года в России действует классификатор видов экономической деятельности в соответствии с международными стандартами, в котором выделяются девять видов услуг:
- Оптовая и розничная торговля, ремонт.
- Гостиницы и рестораны.
- Транспорт и связь.
- Финансовая деятельность.
- Операции с недвижимым имуществом, аренда и предоставление услуг.
- Государственное управление и обеспечение военной безопасности, обязательное социальное обеспечение.
- Образование.
- Здравоохранение и предоставление социальных услуг.
- Предоставление прочих коммунальных, социальных и персональных услуг.

Сектор услуг играет ведущую роль в мировой экономике и развивается наиболее динамично. В развитых странах доля услуг в ВВП достигает 65—75 %, а в занятости — свыше 70 %. Доля услуг в ВВП России в период с 1990 по 2013 год увеличилась с 32,6 % до 69 %. По динамике объём платных услуг на душу населения в стране с 2001 по 2014 год вырос в ценовом выражении на 88,4 %. Отраслевая классификация показывает, что в 2014 году торговля и прочие виды услуг имели наибольшую долю как в отраслевой структуре сферы (40 и 25 %), так и в структуре занятости (28,5 и 27,8 %).      

## Торговля
| Годы | Оборот, млрд руб. | Доля стационарной торговли | Доля торговли на рынках | Продовольственные товары, млрд руб. | Непродовольственные товары, млрд руб. |
| ---- | ----------------- | -------------------------- | ----------------------- | ----------------------------------- | ------------------------------------- |
| 2000 | 2352274,3         | 73,8 %                     | 26,2 %                  | 1093195,2                           | 1259079,1                             |
| 2005 | 7041509,1         | 78,8 %                     | 25,3 %                  | 3217647,3                           | 3823861,8                             |
| 2010 | 16512047,0        | 87,6 %                     | 12,4 %                  | 8002168,2                           | 8509878,8                             |
| 2015 | 27526793,2        | 92,1 %                     | 7,9 %                   | 13412264,0                          | 14114529,2                            |
| 2016 | 28317321,7        | 92,9 %                     | 7,1 %                   | 13751800,2                          | 14565521,5                            |

За переходный период с плановой на рыночную экономику, торговля (розничная и оптовая) стала одним из крупнейших по вкладу в ВВП России сектором, а также крупнейшей отраслью по занятости. Если в 1990-м году оборот розничной торговли составлял 253,5 млрд рублей, то в 2000 году он составлял уже 2,35 трлн рублей, а к 2016 году увеличился до 28,3 трлн рублей. Оборот оптовой торговли в 2000 году составлял 4,25 трлн рублей, увеличившись к 2016 году до 61,35 трлн рублей.
До 2014 года торговля вносила наибольший вклад в ВВП, позже уступив первое место услугам по операциям с недвижимостью. В 2016 году удельный вес торговли в ВВП России составил 14,4 %. По валовой добавленной стоимости в 2016 году торговля находилась на первом месте в экономике, с общим объёмом 12,3 трлн рублей (на втором — обрабатывающая промышленность, с объёмом в 10,5 млрд). Отрасль представлена огромным количеством предприятий и организаций, превышающих треть от всех предприятий и организаций страны. В 2016 году 18,5 % от всего занятого населения работали в отрасли.
Начиная с 2006 года рынок розничной торговли в России развивался ускоренно, о чём свидетельствует постоянно растущий оборот. Мощным импульсом для развития отрасли стало повсеместное проникновение крупных сетевых компаний, а также распространение современных форматов розничной торговли — гипермаркетов, супермаркетов, дискаунтеров, магазинов у дома и интернет-торговли. Компании начали диверсифицировать форматы торговли, увеличивать ассортимент товаров и услуг. В связи с начавшимся в 2014 году экономическим кризисом оборот как розничной, так и оптовой торговли в России переживают существенный спад.

## Транспорт
Транспортная система России характеризуется развитой транспортной сетью, одной из наиболее обширных в мире и включающей в себя свыше 120 тыс. км железных дорог, 1 млн км автомобильных дорог, 230 тыс. км магистральных трубопроводов, 100 тыс. км речных судоходных путей. На транспорт приходится 5,8 % российского ВВП.
Огромные пространства и суровый климат предопределили первостепенное значение для России всепогодных видов наземного транспорта — железнодорожный и трубопроводный. На них падает основной объём грузовой работы. Водный транспорт играет в России значительно меньшую роль из-за короткого навигационного периода. Роль автомобильного транспорта в общем грузообороте в связи с крайне незначительными средними расстояниями перевозок (в пределах городов и пригородов, в карьерах открытых разработок полезных ископаемых, на лесовозных дорогах в районах лесозаготовок и т. д.) также невелика, несмотря на то, что им перевозится больше половины грузов.
В 2010 году грузооборот транспорта составил 4,75 трлн тонно-км, из которых на железнодорожный транспорт пришлось 42 %, трубопроводный — 50 %, автомобильный — 4,1 %, морской — 2,1 %, внутренний водный — 1,1 %, воздушный — 0,1 %.
Пассажирооборот транспорта общего пользования в 2010 году составил 484 млрд пассажиро-километров, из них на воздушный транспорт пришлось 30 %, автобусный — 29 %, железнодорожный — 29 %, метрополитен — 9 %. Устойчивой тенденцией последних лет является повышение доли воздушного транспорта (рост по сравнению с 2000 годом почти в 3 раза) и снижение доли железнодорожного транспорта.

### Железнодорожный транспорт
По данным за 2010 год, общая протяжённость эксплуатационной длины железнодорожных путей составляет 124 тыс. км, в том числе 86 тыс. км — общего пользования, 38 тыс. км — необщего пользования (на территориях предприятий и в местах разработки полезных ископаемых). Из них 75 300 км электрифицированных. Россия занимает 1-е место в мире по протяжённости электрифицированных железных дорог и 2-е место в мире по общей протяжённости железных дорог (после США).
В России в качестве основного стандарта ширины железнодорожной колеи принята ширина 1520 мм. На острове Сахалин в силу исторических причин ширина колеи составляет 1067 мм. В европейской части страны железнодорожная сеть имеет радиальный вид и относительно высокую плотность, железные дороги сходятся к Москве. В азиатской части железнодорожная сеть имеет широтное простирание и небольшую плотность.
Насчитывается около 20 тыс. локомотивов, более чем 550 тыс. грузовых и около 70 тыс. пассажирских вагонов. В 2007 году объём перевозок грузов по железным дорогам общего пользования составил 1,34 млрд т, не общего пользования — 3,68 млрд т; грузооборот железных дорог общего пользования составил 2090 млрд т.км, не общего пользования — 33,8 млрд т.км; объём перевозок пассажиров (без метрополитена и трамвая) — 1282 млн чел., пассажирооборот составил 175 млрд пасс.км.
Управление железными дорогами осуществляет Федеральное агентство железнодорожного транспорта России. Хозяйственные функции на подавляющем большинстве железных дорог принадлежат ОАО «Российские железные дороги», которое является одной из крупнейших транспортных компаний в мире.
Важнейшая железнодорожная артерия — Транссибирская магистраль. Основное строительство — Крымский мост со включением крымских железных дорог в российскую систему, реконструкция малого кольца МЖД. Последний реализованный проект — Амуро-Якутская магистраль.

### Автомобильный транспорт
Общая длина автомобильных дорог в России превышает 1 млн км (данные за 2010 год), по сравнению с 2000 годом их длина увеличилась на 12 %. Из них 786 тыс. км с твёрдым покрытием. По протяжённости автомобильных дорог Россия занимает 10 место в мире. Плотность автодорожной сети составляет 59 км на 1000 км².
В России происходит активный рост автомобилизации населения. Если в 2000 году число легковых автомобилей составляло 20 млн, то к 2010 году их число выросло до 34 млн. В 2008 году в стране было продано 2,9 млн легковых автомобилей (5-е место в мире). Среднегодовой темп роста российского автомобильного рынка в 1998—2008 годах составлял 13 %. Количество официально зарегистрированных в стране автомобилей на 2010 год достигло 40 млн, из них грузовых 5,4 млн. Уровень автомобилизации в России составил в 2009 году 270 автомобилей на 1000 жителей (при этом в Москве — 350 автомобилей, во Владивостоке — 500, Красноярске — 400).
Грузооборот автомобильного транспорта в 2006 году составил 199 млрд т. км, пассажирооборот автобусного транспорта — около 126 млрд пасс. км, значительная часть пассажирооборота осуществляется на личном автотранспорте.
Важнейшая автомобильная трасса — широтная цепь автодорог «Беларусь» — «Урал» — «Байкал» — «Амур» — «Уссури». Основные стройки — Крымский мост, магистраль Москва — Санкт-Петербург. Последние реализованные проекты — достройка автодороги «Амур», СпбКАД, мосты (Надымский, Бугринский, Богучанский).
Число дорожно-транспортных происшествий составляет в год около 200 тыс., в которых погибают примерно 27 тыс. человек (в основном по вине самих водителей), ущерб от всех ДТП равняется около 2,5 % ВВП. В 2010 году приводилась оценка экспертов, что за последние 5 лет ущерб российской экономики от ДТП составил 5,5 трлн рублей, что сопоставимо со всеми расходами на здравоохранение за тот же период. При этом число погибших на 100 тыс. автомобилей является одним из самых низких в странах СНГ и в последние годы сокращается. С 2004 по 2011 год число погибших в ДТП снизилось на 19 % при росте автомобильного парка за тот же период на 35 %.

### Воздушный транспорт
На территории России, в государственном реестре аэропортов на 2010 год насчитывалось 232 аэропорта, 71 из них являются международными.
В России действуют 46 авиакомпаний различных форм собственности, из них 11 компаний являются крупными, с объёмом перевозок более 1 млн пассажиров в год.
На 2006 год зарегистрировано около 5,6 тысяч гражданских воздушных судов.
Грузооборот авиатранспорта в 2006 году составил 2,9 млрд т. км, пассажирооборот — 93,9 млрд пасс. км.
Минтранспорта РФ ожидает роста авиаперевозок в 2010 г. на 14-15 % (или 3-4 % по отношению к докризисному 2008 году). Рост авиаперевозок в течение последнего десятилетия во многом обусловлен ростом экономики государств — участников СНГ, хотя во многом он ещё имеет восстановительный характер. По прогнозам, объёмы авиаперевозок могут восстановиться к советскому уровню 1990 года в 2012—2015 годах.
Крупнейшие проекты — реконструкция аэропортов Ростов-на-Дону (к Чемпионату Мира по футболу 2018), Емельяново (к всемирной Универсиаде 2019); развитие путей сообщения столичных аэропортов с городом; строительство аэропортов Иркутск-Новый и Омск-Фёдоровка (на июль 2014 оба проекта заморожены). Последние реализованные проекты — реконструкция аэропортов Сочи, Пулково, Владивосток и Казань; региональные самолёты Sukhoi Superjet 100.

### Речной транспорт
Длина внутренних водных судоходных путей — 200 тыс. км.
На Европейской территории России ещё в годы СССР была создана единая глубоководная транспортная система (ЕГТС), путём соединения бассейнов Волги, Дона, Москвы-реки, Невы, Северной Двины, Ладожского озера, Онежского озера системой судоходных каналов:
- Беломорско-Балтийский канал;
- Канал имени Москвы;
- Волго-Донской канал;
- Волго-Балтийский водный путь.

Единая глубоководная система имеет выходы в Чёрное море, Белое море, Балтийское море и Каспийское море. ЕГТС имеет возможность транзитного пропуска судов класса река-море из одного морского бассейна в другой. Благодаря ЕГТС России выход к мировому океану имеют внутриконтинентальные государства (в прошлом — республики СССР): Азербайджан, Казахстан, Туркменистан. На ЕГТС имеется не имеющий аналогов в мире круизный речной пассажирский флот. Грузовые перевозки выполняются сухогрузными судами и буксирным флотом. Умеренно континентальный климат ЕТР обуславливает стабильное количество осадков, что благоприятно сказывается на уровнях воды в ЕГТС в течение всей навигации. Дополнительно осуществляется регулирование уровня воды системой водохранилищ. Равнинный характер местности ЕТР способствует ровному течению рек и сохранению больших глубин без существенных дноуглубительных работ. Навигация в южных бассейных ЕГТС длится в среднем с апреля по ноябрь, а в северных — с мая по октябрь. Течение рек с Севера на Юг благоприятно для судоходства, так как паводковые воды, приходящие с верховий обеспечивают большие глубины на уже очистившихся ото льда южных участках рек.
В Азиатской части России речной транспорт имеет первостепенное значение на Северных территориях со слабо развитой дорожной сетью. Однако сибирские реки: Обь, Енисей, Лена и их притоки чрезвычайно сложны для судоходства. Резко континентальный климат с достаточно большим зимним количеством осадков и жесточайшими летними засухами обуславливает мощные паводки и очень низкие меженные уровни. Так как Сибирские реки текут с Юга на Север идущий с верховьев паводок догонят ледоход в нижних течениях, что не позволяет в полной мере использовать для судоходства «большую воду». Создаёт трудности и гористый рельеф. Скорости течения многих рек очень высоки, что сильно затрудняет прохождение перекатов. Например, на Енисее Казачинский порог труднопроходим для большинства судов поэтому на нём используется вспомогательная туерная тяга. Навигация на реках Сибири сравнительно короткая: в верховьях — только в период паводка (май-июнь), в средних течениях — май-сентябрь, в низовьях — июнь-начало октября.
При этом сезонность речного сообщения совпадает с сезонностью российского сельского хозяйства, и в особенности — строительного сектора экономики. А лесная промышленность напрямую увязана с речной транспортной сетью.
На 2006 год зарегистрировано около 6,5 тыс. речных грузовых и 600 речных пассажирских и грузопассажирских судов.
Грузооборот на внутренних водных путях в 2006 году составил 58 млрд т. км, пассажирооборот — 0,6 млрд пасс. км.

### Морской транспорт
Открыта линии трансатлантических морских грузоперевозок по маршруту Гуаякиль (Эквадор) — Панамский канал — Роттердам — Бремерхафен — Санкт-Петербург (проект «Экубекс»). Это первый прямой трансокеанский маршрут грузовых перевозок между Россией и Латинской Америкой.
На 1 февраля 2010 года российские судовладельцы контролировали 1311 морских судов, в том числе 189 под иностранным флагом.
Грузооборот морских портов России за 2014 год увеличился на 6,7 % по сравнению с 2013 годом и составил 721,9 млн т.
В то же время, прирост грузооборота с 1999 по 2016 гг. увеличился в 4,45 раза.
| №  | Порт            | 2016  | 2015  | 2014  | 2013  | 2012  | 2011  | 2010  | 2007  |
| -- | --------------- | ----- | ----- | ----- | ----- | ----- | ----- | ----- | ----- |
| 1  | Новороссийск    | 131,4 | 127,1 | 121,5 | 112,6 | 117,4 | 116,1 | 117,1 | 113,4 |
| 2  | Усть-Луга       | 93,4  | 87,9  | 75,7  | 62,7  | 46,6  | 22,7  | 11,78 | 7,14  |
| 3  | Восточный       | 68,5  | 65,2  | 57,8  | 48,3  | 42,5  | 38,4  | 35,68 | 21,6  |
| 4  | Приморск        | 64,4  | 59,6  | 53,7  | 63,8  | 74,8  | 74,4  | 76,8  | 74,2  |
| 5  | Санкт-Петербург | 48,8  | 51,1  | 61,1  | 58,0  | 57,8  | 60,0  | 58,0  | 59,5  |
| 6  | Мурманск        | 33,4  | 22,0  | 21,9  | 31,4  | 23,7  | 21,9  | 32,7  | 24,6  |
| 7  | Кавказ          | 33,2  | 30,5  | 10,2  | 7,9   | 9,4   | 8,3   | 10,1  |       |
| 8  | Ванино          | 30,2  | 26,8  | 26,2  | 23,8  | 20,3  | 19,1  | 17,3  |       |
| 9  | Туапсе          | 25,2  | 25,2  | 22,1  | 17,7  | 17,8  | 19,4  | 19,5  |       |
| 10 | Находка         | 23,3  | 21,3  | 20,7  | 18,4  | 16,9  | 15,0  | 13,4  |       |
| 11 | Высоцк          | 17,1  | 17,5  | 17,4  | 16,2  | 13,6  | 13,8  | 15,1  | 16,5  |
| 12 | Пригородное     | 16,4  | 16,0  | 16,3  | 16,1  |       | 16,3  |       |       |
| 13 | Владивосток     | 14,3  | 12,9  | 15,3  | 14,5  | 13,2  | 11,8  | 10,0  |       |
| 14 | Тамань          | 13,5  | 12,3  | 10,2  | 9,5   | 3,6   | 1,2   |       |       |
| 15 | Ростов-на-Дону  | 12,9  | 10,6  | 10,4  | 10,8  | 11,1  | 10,4  |       |       |
| 16 | Калининград     | 11,7  | 12,7  | 13,9  | 13,7  | 12,7  | 13,37 | 13,83 |       |
| 17 | Де-Кастри       | 11,5  | 10,5  | 8,2   | 7,0   | 7,4   | 8,1   | 11,3  |       |
| 18 | Керчь           | 9,6   | 7,8   | 3,3   |       |       |       |       |       |
| 19 | Посьет          | 8,2   | 6,5   | 6,7   | 5,6   | 5,8   | 5,3   |       |       |
| 20 | Варандей        | 8,0   | 6,6   | 5,9   | 5,4   | 3,1   | 2,4   | 3,6   |       |
| 21 | Азов            | 6,6   | 7,1   | 6,3   |       | 5,1   | 4,8   |       |       |
| 22 | Ейск            | 4,3   |       | 4,0   |       | 3,6   | 4,0   |       |       |
| 23 | Махачкала       | 3,3   | 3,8   | 4,9   | 5,1   | 6,0   | 5,4   |       |       |
| 24 | Архангельск     | 2,6   | 3,8   | 4,2   | 4,4   | 5,2   | 4,3   | 3,67  |       |
| 25 | Таганрог        | 2,4   |       | 2,8   |       | 3,4   | 3,5   |       |       |
| 26 | Выборг          | 1,4   | 1,5   |       |       |       |       |       |       |
| 27 | Дудинка         | 1,2   | 1,2   |       |       |       |       |       |       |
| 28 | Кандалакша      | 0,8   | 0,8   |       |       |       |       |       |       |
|    | ВСЕГО           | 721,9 | 676,7 | 623,4 | 589,0 | 565,5 | 535,4 | 525,8 | 448,0 |

Крупнейшее строительство — развитие порта Усть-Луга.
В 2011 году в порту Усть-Луга было перевалено 22,74 млн тонн различных грузов, что в 1,9 раз превышает показатели 2010 года.

### Трубопроводный транспорт
В России действует крупная сеть нефте- и газопроводов, снабжающих топливом экономику России, а также ведущих в Западную Европу, Турцию, Юго-Восточную Азию. По данным на 2010 год, длина магистральных трубопроводов составляет 233 тыс. км, в том числе газопроводов — 168 тыс. км, нефтепроводов — 49 тыс. км, нефтепродуктопроводов — 16 тыс. км. Грузооборот трубопроводного транспорта в 2006 году составил 1154 млрд т. км. Российская государственная компания Транснефть владеет крупнейшей в мире системой магистральных нефтепроводов, по которой прокачивается более 90 % российской нефти. Крупным оператором трубопроводного транспорта также является государственная компания Газпром.
Основные действующие трубопроводы: БТС-I, БТС-II, Дружба, Ямал — Европа, Уренгой — Помары — Ужгород, Восточный нефтепровод, Каспийский трубопроводный консорциум, Северный поток, Сахалин — Хабаровск — Владивосток
Строится газопровод Сила Сибири. Проектируются газопроводы: Южный поток, Северный поток II, Прикаспийский газопровод, нефтепроводы: Мурманский нефтепровод и Заполярье-Пурпе-Самотлор.

## Телекоммуникации
По данным на 2008 год, в России насчитывалось 44,2 млн стационарных телефонов (5-е место в мире), 187,5 млн мобильных телефонов (4-е место в мире). По состоянию на 2010 год в России насчитывается 59,7 млн интернет-пользователей (7-е место в мире)).
В России один из самых развитых в мире рынков мобильной связи, его объём превышает 550 млрд рублей. Уровень проникновения сотовой связи увеличился с 5 % в 2001 году до почти всеобщего охвата в настоящее время. Стоимость услуг сотовой связи в России является одной из самых низких в мире. Так, по данным исследования компании Informa Telecoms & Media от 2007 года, по стоимости услуг сотовой связи Россия занимала 148 место из 186 стран.
Россия является крупнейшей в Европе страной по числу интернет-пользователей. Не реже одного раза в неделю компьютером пользуется 58 % населения страны, примерно такая же часть населения использует интернет. Хотя данные показатели несколько ниже, чем в Евросоюзе, но данный разрыв быстро сокращается. Широкополосный доступ в интернет имеет более 40 % населения России (в 2010 году его имели 35 %, в 2009 году — 25 %). При этом средняя скорость широкополосного соединения в России значительно превосходит среднемировые показатели.
Крупные российские телекоммуникационные компании:
- Связьинвест — крупнейшая телекоммуникационная компания в России и одна из крупнейших в мире[62].
- Мобильные ТелеСистемы — крупнейший по числу абонентов оператор мобильной связи в странах Восточной Европы и СНГ, входит в десятку крупнейших в мире[63][64].
- Вымпел-Коммуникации — оператор мобильной связи
- МегаФон — оператор мобильной связи

Инвестиции в основной капитал в сфере связи в России — 294 млрд рублей (2008 г.). В марте 2010 года в Буэнос-Айресе по итогам визита Д. А. Медведева в Аргентину был подписан меморандум о взаимопонимании в области развития российской Глобальной навигационной спутниковой системы (ГЛОНАСС).

## Финансы
Денежная единица — российский рубль. Рубль является конвертируемым по текущим и капитальным операциям.
Объём валовой добавленной стоимости в финансовой деятельности — 3,2 трлн руб. (2014 г.). В 2008 году среднегодовая численность занятых в сфере финансов в России составляла 1,13 млн человек.
Капитализация российского фондового рынка составляет $338,5 млрд (декабрь 2014), что меньше капитализации компании Google . В начале 2014 вся капитализация составляла около $498 млрд, а капитализация компании Apple достигла $661 млрд.
Капитализация фондового рынка РФ составляет всего лишь 30 % ВВП. Капитализация в Китае и Бразилии составляет 70 % ВВП, в США — 120 % ВВП. На десять крупнейших эмитентов приходится 60 % рынка РФ и это нефтегазовая отрасль.
Крупнейшая в России Московская биржа — биржевой холдинг, созданный в 2011 году в результате слияния ММВБ (Московской межбанковской валютной биржи) и биржи РТС (Российской торговой системы), является лидером по объёму торгов во всех сегментах биржевого рынка в странах бывшего СССР и в Восточной Европе.
Российские банки входят в двухуровневую систему, верхний уровень которой представлен Центральным банком Российской Федерации, а нижний — коммерческими банками.
Чистые активы 892 крупнейших российских банков по состоянию на 1 июля 2013 года составляли 49,86 трлн руб.
Золотовалютные резервы ЦБ РФ на 2 июня 2017 года составляли $406,9 млрд.

### Государственный и внешний долг
По состоянию на 1 октября 2012 года, совокупный внешний долг России составлял $598 млрд (около 30 % ВВП), в том числе государственный внешний долг — $41 млрд, долг органов денежно-кредитного регулирования — $13 млрд, долг корпоративного сектора — $543 млрд.
По отношению к ВВП страны российский внешний госдолг составляет лишь 2 %, что является одним из самых низких показателей в мире. Для сравнения, после кризиса 1998 года внешний долг России составлял почти 146 % от ВВП. Осенью 1999 года внешний долг России (включая долг СССР) достиг $160 млрд, но этот долг был почти полностью погашен в 2000-е годы.
На 1 января 2015 года совокупный внешний долг РФ составил $599,5 млрд, в том числе государственный внешний долг — $41,5 млрд. На 1 июля 2015 года внешний долг составил $556,1 млрд. На 1 января 2016 года совокупный внешний долг РФ составил $515,2 млрд
На 1 мая 2017 года внутренний долг РФ составил 6,481 трлн рублей, а совокупный объём внутреннего государственного долга РФ — около 8,318 трлн рублей.

## Туризм
Россия занимает одно из ведущих мест в мире в сфере международного туризма. За 2011 год Россия приняла около 20 млн международных визитёров. Доходы России от международного туризма в 2011 году составили $11,4 млрд. Также развит выездной туризм. В 2012 году выездной турпоток из РФ составил 15332 тыс. человек.
В России свыше 100 курортов: курорты на Черноморском побережье Кавказа (Сочи и др.), группа курортов Кавказских Минеральных Вод и др. Популярными объектами международного и внутреннего туризма являются: Санкт-Петербург и окрестности; Москва; Казань; города Золотого кольца России; река Волга — традиционный объект внутренних круизных маршрутов; Озеро Байкал
В 2007 году в России были приняты 580 тыс. туристов, являющихся гражданами других стран. В 2008 году в России действовали 6,48 тыс. туристических фирм, что в 1,9 раза больше показателя 2002 года. За тот же год в России были реализованы населению 4,31 млн туристических путёвок совокупной стоимостью 117,8 млрд рублей. Общее число туристов, обслуженных российскими турфирмами за 2008 год, составило 7,67 млн человек.
Внутренний туризм в России широко представлен также в виде спортивного туризма (пешего, водного, горного). Спортивный туризм имеет широкую сеть спортивных обществ, во многом организованную на базе образовательных учреждений (школ и вузов), по стране проложено огромное количество спортивных туристических маршрутов различных категорий сложности.

## Социальная сфера
Объём валовой добавленной стоимости в сфере образования — 1,8 трлн руб (2014 г.). Государственные расходы на образование в 2005 году составляли 3,8 % ВВП, в 2006 году — 3,9 % ВВП. Частные расходы на образование в 2006 году составляли 0,7 % ВВП. Совокупные расходы на образование в 2006 году составляли 4,6 % ВВП, в 2007 году — 4,8 % ВВП. Инвестиции в основной капитал в сфере образования в России — 174 млрд рублей (2008 г.). В 2008 году среднегодовая численность занятых в сфере образования в России составляла 5,98 млн человек.
Объём валовой добавленной стоимости в здравоохранении и предоставлении социальных услуг — 2,5 трлн руб (2014 г.). Совокупные расходы на здравоохранение в 2006 году составляли 3,9 % ВВП (из них 3,2 % ВВП — государственные расходы, 0,7 % ВВП — частные), 2007 году — 4,4 % ВВП. Инвестиции в основной капитал в сфере здравоохранения и предоставления социальных услуг в России — 207 млрд рублей (2008 г.). В 2008 году среднегодовая численность занятых в сфере здравоохранения и предоставления социальных услуг в России составляла 4,67 млн человек.

## Цифровизация сферы услуг

### Тенденции
Согласно исследованиям Института статистических исследований и экономики знаний НИУ ВШЭ, в 2022 году валовые внутренние затраты на развитие цифровой экономики в России составили 5,2 трлн рублей, что на 6,3% больше по сравнению с 2021 годом. Почти две трети этих расходов пришлись на организации, увеличившие затраты на 8,5%, а треть — на домашние хозяйства, чьи расходы выросли на 2,7%.
Опрос ВЦИОМ показал, что 81% россиян с различной периодичностью пользуются цифровыми услугами, причём 35% делают это ежедневно. Пользователи отмечают, что цифровизация сделала их повседневную жизнь более комфортной, выделяя такие преимущества, как экономия времени (53%), возможность совершать операции, не выходя из дома (45%), и более широкий выбор товаров и услуг с возможностью сравнения цен (38%).

### Государственные услуги
Цифровизация активно внедряется в предоставление государственных услуг. В 2022 году доля массовых социально значимых услуг, предоставляемых в электронном виде, достигла 99,97% от установленного правительством плана цифровизации.
Министерство цифрового развития, связи и массовых коммуникаций Российской Федерации реализует национальную программу «Цифровая экономика Российской Федерации», включающую проекты по нормативному регулированию цифровой среды, развитию кадров для цифровой экономики, информационной инфраструктуры и безопасности, а также цифровых технологий и государственного управления.

### Законодательное регулирование
Для обеспечения эффективной цифровизации сферы услуг в России принимаются соответствующие законодательные меры. Федеральный закон от 31 июля 2020 года № 258-ФЗ «Об экспериментальных правовых режимах в сфере цифровых инноваций в Российской Федерации» направлен на создание условий для апробации и внедрения цифровых технологий в различных отраслях, включая сферу услуг.